# Atomaria mesomela
Atomaria mesomela är en skalbaggsart som först beskrevs av Herbst 1792.  Atomaria mesomela ingår i släktet Atomaria, och familjen fuktbaggar. Arten är reproducerande i Sverige.

## Bildgalleri

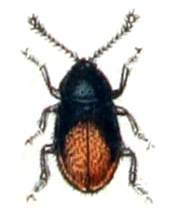